# Where Are Ü Now
«Where Are Ü Now» (співзвучно із Where Are You Now — укр. Де ти зараз) — пісня американських EDM-музикантів Skrillex та Diplo в рамках їхнього спільного проєкту Jack Ü, за участі канадського співака Джастіна Бібера. Пісня вийшла як другий сингл студійного альбому Skrillex and Diplo Present Jack Ü (2015), лейблами OWSLA та Mad Decent, а також як сингл четвертого студійного альбому Бібера Purpose (2015). Він виданий одночасно з альбомом 27 лютого 2015 року, а пізніше, 21 квітня 2015 року, з'явився в ротації радіо форматів mainstream.
Спочатку Бібер записав демо, як фортепіанну баладу під назвою «The Most»; однак, Бібер вирішив відправити трек Skrillex та Diplo, які перетворили трек на електронну танцювальну музику, але зберегли оригінальний текст пісні. Інструментальна композиція пісні складається з різких танцювальних ударів і східні мелодії. Вокал Бібера також зазнав змін у деяких частинах пісні. Лірично, «Where Are Ü Now» оповідає про турботу і молитву за колишню яка не повернула борг, і прагнення знайти когось, хто міг би втішити його в скрутну хвилину.
Пісня була потрапила до декількох переліків найкращих пісень 2015 року, опинившись на вершині двох таких публікацій. Вона також отримала Премію «Греммі» за найкращий танцювальний запис. Комерційно, пісня досягла восьмої сходинки чарту Billboard Hot 100, ставши для Skrillex і Diplo їхнім першим синглом у топ-10 чарту та вже восьмим для Бібера. На міжнародному рівні ця пісня увійшла у перші десятки чартів у восьми країнах, зокрема, у Австралії, Канаді та Великій Британії.

## Створення та запис
Джастін Бібер, під час написання разом з Poo Bear треків для свого майбутнього альбому, почув демо-запис інструментальної фортепіано-балади Бойда, який він записав разом Карлом Рубіном і, насолоджуючись ним, називав його «особливим». Пізніше, він і Бойд, «попрацювали над словами і мелодією вздовж і впоперек у інструментальному треку; коли у них був готовий текст пісні, Бібер співав дубль за дублем, а Poo Bear міг все краще редагувати читання кожного рядка і кожного складу». Пісню записали як фортепіанну баладу, і на її запис пішло лише півтори години. За словами Бібера, він не хотів, щоб трек був сирим, він хотів, щоб він був досконалим. Пізніше, у вересні 2014 року, під час Тижня моди та показу Александра Вонга, Skrillex та Diplo зустрілися з менеджером Бібера Скутером Брауном, розповівши, що вони шукають вокальні треки для дебютного альбому їхнього танцювального дуету Jack Ü і поцікавились, чи є у Бібера новий матеріал. Браун дав позитивну відповідь, стверджуючи, що у нього є дивовижний вокал Бібера тільки з фортепіано і надіслав його Diplo, без згоди Бібера. Вони вирішили співпрацювати з Бібером, оскільки це було б несподівано.
Як згадував журналіст Нью-Йорк Таймс Джон Парельс, «Вони змінили первісний порядок слів. Вони взяли акапельний трек, який вони отримали від містера Бібера, скоротили його, щоб створити заїкання на словах у вступній частині, і розгортали його вищих і нижчих [тональностях] в різних частинах пісні, дозволяючи містеру Біберу відповідати собі нижче і гармонізувати вище. Вони грали з танцювальними рттмами, клавішними акордами та басовими партіями — потовщуючи пісню, а потім знову роблячи її витонченою. Вони придумали звуки, які рішуче відрізнялися від стандартного танцювального-клубного рішення; те, що здається малим барабаном, наприклад, є фактично зміненою версією індійської табли.» «Where Are Ü Now» виданий як другий сингл дуету з їхнього дебютного альбому Skrillex and Diplo Present Jack Ü (2015) 27 лютого 2015 року, а потім вийшов як бонусний трек четвертого студійного альбому Бібера Purpose (2015). Оригінальна версія під назвою «The Most» також вийшла як бонусний трек на японського видання Purpose.

## Композиція
«Where Are Ü Now» написали Сонні «Skrillex» Муром і Томасом Веслі «Diplo» Пентцом, Джастіном Бібером, Джейсоном "Poo Bear" Бойдом, Карлом Рубіном Брутом, і Джорданом Вером, та спродюсований Skrillex і Diplo. Пісня написана в тональності соль мажор з помірно-повільним темпом у 69 ударів на хвилину та у музичному розмірі ціла нота. Вокал Бібера охоплює діапазон від низької ноти E4 до високої ноти B5. Інструментально, композиція складається з «плавучих кільцевих синтезаторів», квапливих ритмів тропікал-хауза і акрів простору, а також різких денсголл-ритмів і східної мелодії. Трек має виразний звуковий ефект, який Skrillex назвав «Дельфін»: шматок вокалу Бібера, був вирізаний і оброблений на льоту, перетворюючись на високий звук під час спаду. Нью-Йорк таймс опублікував відео, яке демонструє, як пісню було створено за допомогою Ableton Live. Як пояснив Парельс, «Пісня починається тихо і зависаючи, зі стерео панорамуванням, чотирма понурими фортепіанними акордами і електронним заїканням голосу Бібера, що веде до сумного вірша про подругу або кохану, якій він допоміг, яка зараз покинула його. Врешті-решт починається танцювальний біт, і таємниче хвилясте флейтоподібне звучання — [яке] Skrillex називає „дельфіном“ — заявляє про себе знову і знову, коли вокал все ж зникає, лишається [лише] поодинокий приспів: „Where are you now that I need you? (укр. Де ти зараз, коли ти мені потрібна?)“». Він додав: «На півдорозі трек зупиняється, а потім пропонує інший куплет, що нагадує гімн; танцювальний ритм повертається, злегка наполегливий із електронними недоліками, і приспів та 'дельфін' несуть пісню до кінця, із заключним еховим „I need you the most“ (укр. Ти мені потрібна найбільше).».
Змістовно, «Where Are Ü Now» розповідає про турботу і молитву про колишню, яка не віддячила за послугу, а Бібер прагне співчуття серед моря самотності. Він співає: «When you broke down I didn't leave you/ … I was on my knees when nobody else was praying, oh Lord.» (укр. Коли ти зламалася, я не залишив тебе / … Я був на колінах, коли ніхто не молився, о Господи). В іншій частині, він скаржиться: «Я дав тобі ключ, коли двері не були відкриті, просто визнай це […] Розумієш, я дав тобі віру, твої сумніви перетворив в надію, не заперечуй, Тепер я в цілковитій самотності, а мої радощі стали сумом». Деякі критики, зокрема, Хал з Complex, зазначили, що він «вважають, що пісня може бути запискою для будь-кого — або, наприклад, Селени Гомес — яка, можливо, розсталася [з Бібером] під час складного для неї 2014 року, відчуваючи необхідність у комусь, хто міг би її заспокоїти коли це потрібно». Сем Корі з The Huffington Post написав, що у пісні «Бібер ставить чимало екзистенціальних питань про своє особисте життя», зауваживши, що пісня змістовно — «це звивиста подорож через емоції депресії, співзалежності і тривожної амбівалентності», в яких він згадує своє давно втрачене кохання з Гомес. Він також зауважив, що пісня «служить темним портретом людини, яка щосили намагається знайти себе поза межами жіночої любові». Емілі Йосіда із The Verge написала: «„Where Are Ü Now“ — про безцінні особисті стосунків, що виникають між фанатом і поп-зіркою.»

## Реакції критиків
Оглядач Billboard Джейсон Ліпшац включив «Where Are Ü Now» у свій список «10 найкращих пісень 2015 року (поки що)», стверджуючи, що «це той Джастін Бібер, якого ми чекали: емоційний, вразливий і розумний об'єднати свої зусилля з два найсоліднішими метрами електронної музики. Поєднання рухомого фальцету Джастіна Бібера та заплутаного клубку ударів Skrillex та Diplo робить „Where Are Ü Now“ заслуженим (і такий необхідним) тріумфом». Раян Домбал з Pitchfork назвав трек «несподіваним у всіх кращих проявах. Він тонізує все, що ви знаєте про Skrillex, зберігаючи його спритність до динаміки. Diplo ставить в бік свої власні тенденції до 10-тонного освітлення, оскільки пісня поєднує гострі денсголл-ритми і чудову сумну східну мелодію таким чином, що нагадує золоті часи Timbaland. А Джастін Бібер співає з чимось схожим на реальні людські емоції». Маркус Пападатос з Digital Journal назвав трек «чудовим», зазначивши, що пісня «позначає один з найкращих вокальних виступів Джастіна Бібера на сьогодні: він заспокійливий, керований, делікатний і, найголовніше, надзвичайно добре звучить на радіо». Хал з Complex зауважив, що «краса в тому, що замість того, щоб Бібер був головною стравою, він скоріше глазур на торті, встановивши похмурий тон, який призводить до гіпнотичного, емоційного треку». Джон Парелес з Нью-Йорк таймс назвав його «чотири хвилини високотехнологічного блаженства: солодкоголоса суміш прагнення і взаємних докорів, самотні ремствування з танцювальним бітом».
Майкл Крейгг, у своєму огляді для Гардіан висловив думку, що «Бібер зображає кращий сумний вираз обличчя Дрейка у прекрасному, якщо підписаному [треку]. Починаючись з жвавої, милою мелодією у першому куплеті, він закінчується приспівом з повторюваним рядком „where are you now that I need you“ (укр. де ти тепер, коли ти мені потрібна), нашаровуючись над незвичайно налагодженою, злегка скрипучою партією синтезатора, яка звучить як м'явкання роботизованого кота». У своєму огляді для Entertainment Weekly Ліа Грінблатт пояснила, що пісня «роздягнута для максимальної аеродинаміки, вокал ментоловий і підсолоджений мазком басів, партія синтезатора звучить як заклинач змій». Бьянка Грейсі з Idolator написала, що пісня «зміцнила жанрово вигнутий звук, що кипить під землею» та «зрештою став кращий сингл його кар'єри, на сьогодні». Сем К. Мак з журналу Slant Magazine відзначив, що пісня «ефективно переосмислює звучання Бібера», а Ендрю Унтербергер зі Spin назвав її «долученням істеблішменту та переосмисленням кар'єри Бібера». Ден Вайс з того ж видання писав, що пісня «поставляється з пристрасною викривленою тропічною лісовою флейтою, що не створює недоречного звуку, як, скажімо, в альбомі M.I.A. Kala». Скотт Вілсон фактично назвав сингл «коштовністю в короні», описуючи її як «поєднання витонченого, сучасного діснеїфікованого R&B і синтезаторного ритму, який звучить як PC Music в пісні Booka Shade „In White Rooms“». Він також називав його «найбільш запам'ятовуване і людське вокальне виконання Бібера на сьогоднішній день».

### Нагороди
| Рік  | Організація                 | Нагорода                               | Результат |
| ---- | --------------------------- | -------------------------------------- | --------- |
| 2015 | Teen Choice Awards          | Найкращий співак                       | Номінація |
| 2015 | Teen Choice Awards          | Найкраща пісня про розставання         | Номінація |
| 2015 | Teen Choice Awards          | Найкраща спільна робота                | Номінація |
| 2015 | MTV Video Music Awards      | Найкращі спецефекти                    | Перемога  |
| 2015 | MTV Video Music Awards      | Найкраща робота художника-постановника | Номінація |
| 2015 | MTV Video Music Awards      | Найкращий монтаж                       | Номінація |
| 2015 | MTV Video Music Awards      | Найкраща пісня літа                    | Номінація |
| 2015 | Latin American Music Awards | Улюблена танцювальна пісня             | Номінація |
| 2015 | MTV Europe Music Awards     | Найкраще спільне виконання             | Перемога  |
| 2015 | American Music Awards       | Співпраця року                         | Перемога  |
| 2016 | Греммі                      | Найкращий танцювальний запис           | Перемога  |
| 2016 | Kids' Choice Awards         | Улюблена співпраця                     | Номінація |
| 2016 | Myx Music Awards            | Улюблене міжнародне відео              | Номінація |
| 2016 | iHeartRadio Music Awards    | Танцювальна пісня року                 | Перемога  |
| 2016 | iHeartRadio Music Awards    | Найкраща спільна робота                | Номінація |
| 2016 | Billboard Music Awards      | Найкраща танцювальна пісня             | Номінація |

#### Річні рейтинги
| Видання           | Список                                             | Місце | Прим.  |
| ----------------- | -------------------------------------------------- | ----- | ------ |
| Billboard         | 25 найкращих пісень 2015 року за версією Billboard | 5     | [ 27 ] |
| Complex           | Найкращі пісні 2015 року                           | 4     | [ 28 ] |
| Fact              | 50 найкращих треків 2015 року                      | 1     | [ 24 ] |
| MTV               | Найкращі пісні 2015 року                           | 12    | [ 29 ] |
| Нью-Йорк таймс    | Кращі пісні 2015 року (за версією Джона Парелеса)  | 1     | [ 30 ] |
| NME               | Треки 2015 року за версією NME                     | 13    | [ 31 ] |
| Pitchfork         | 100 найкращих треків 2015 року                     | 38    | [ 32 ] |
| Rolling Stone     | 50 найкращих пісень 2015 року                      | 10    | [ 33 ] |
| Spin              | 101 найкраща пісня 2015 року                       | 14    | [ 34 ] |
| The Village Voice | Pazz & Jop                                         | 13    | [ 35 ] |

## Комерційна успішність
«Where Are Ü Now» мала значний комерційний успіх, сягнувши першої десятки чарту в рідній для співака Канаді, США та низці інших країн. У Сполучених Штатах «Where Are Ü Now» дебютувала на 97 сходинці чарту Billboard Hot 100 і на сьомий тиждень пісня зайняла 40 місце. Через п'ять тижнів пісня піднялася до першої двадцятки, ставши п'ятнадцятим хітом Бібера у топ-20 і першим після «Heartbreaker» (2013). Це були також був дебют у першій двадцятці для Skrillex і Diplo, як для провідних виконавців. Згодом, за шість тижнів, пісня посіла восьму сходинку, ставши першим хітом Бібера у першій десятці чарту після «Beauty and a Beat» (2012). Пізніше, після його виступу Бібера на церемонії нагородження премії MTV Video Music Awards 2015, пісня опустилась до десятої сходинки, і дві пісні Бібера вперше одночасно перебували у першій десятці чарту, оскільки в цей же час пісня «What Do You Mean?» очолювала цей чарт. Пісня посіла першу сходинку чарту Dance/Electronic Songs, ставши першим синглом що очолив чарт для всіх трьох артистів.
У Сполученому Королівстві пісні вдалося досягти третього місця чарту, ставши першим синглом Бібера після «Boyfriend», який у 2012 році потрапив у топ-3 хіт-параду, першим синглом Skrillex у топ-10 після його попередніх семи записів, та першою появою Diplo у чарті, як сольного артиста. Пісня також сягнула третьої сходинки чартах Австралії та Новій Зеландії. Зрештою, сингл був сертифікований Австралійською асоціацією компаній звукозапису (ARIA) як двічі платиновий і Новозеландською асоціацією компаній звукозапису як тричі платиновий; у Новій Зеландії він також став дев'ятим найпродаванішим синглом 2015 року. Пісня також потрапила до першої десятки чартів Данії, Фінляндії, Ірландії, Нідерландів і Швеції.

## Музичне відео
З 29 по 31 травня 2015 року в штаб-квартирі Jack Ü відбувалося фотознімання для музичного відео «Where Are Ü Now», в рамках якого фанати малювали кольоровими олівцями та пастелями. Два тізери кліпу вийшли 26 червня 2015 року, прем'єра відео на Samsung+ відбулась 27 червня 2015 року, а на YouTube і Vevo — 29 червня 2015 року. Дует у відео на YouTube розповів: «Ми приголомшені, в хорошому сенсі, успіхом кліпу „Where Are Ü зараз“ з Джастіном Бібером, цим відео ми просто хотіли повернути трек на початок і по суті створити оду нашим шанувальникам. Робити те, що ми робимо, це абсолютно все для фанатів. Ми йдемо по тонкій грані, будучи „відомими“ в очах суспільства, але ми тільки тут через вас, через шанувальників. Джастін написав цей трек під час важкого періоду у своєму житті, і це приходить до нас час від часу, як митці, ми також просто об'єкти, і ми повинні це прийняти, настільки, наскільки ми маємо це використати, щоб творити. Всі ми робимо це для вас, наша повага вам за те що ви піднесли нас сюди, і це ви [Ü] зробили це відео».
Як написав Бреттані Спанос з Rolling Stone «Відео починається у картинній галереї, заповненій фотографіями силуету Бібера, перш ніж переходить до співака, що емоційно починає виконувати трек у темній кімнаті. Бібер врешті-решт покривається анімаційними малюнками і карикатурами. Повернувшись до галереї, фанати Jack Ü створюють ілюстрації, які з'являються на силуеті Бібера, коли він співає і танцює під трек». Як зазначає Емілі Лінднер з MTV News, «Відео зображує його внутрішній біль з м'яким освітленням і купними кадрами, але також зображає його як „об'єкт“, як сказав Jack Ü, перемикаючись на прискорену зйомку, коли люди використовують його як полотно, розмальовуючи його». Музичне відео було номіноване у чотирьох категоріях на премії MTV Video Music Awards 2015, здобувши нагороду за найкращі візуальні ефекти. Візуальні ефекти кліпу були створені за участі української компанії GloriaFX.
Станом на лютий 2019 року, музичне відео зібрало понад 1 мільярда переглядів, 4,5 мільйони лайків і 300 тисяч дизлайків на YouTube.

## Виступи наживо
Бібер виконав пісню зі Skrillex та Diplo вперше на фестивалі Ultra Music Festival 2015. Бібер виконав пісню під час одного з шоу концертного туру Аріани Ґранде The Honeymoon Tour. Пізніше він виконав пісню на фестивалі Wango Tango 2015, на музичній вечірці Келвіна Кляйна у Гонконзі, на фестивалі Hard Fest 2015 та під час виконання попурі разом з «What Do You Mean?» на церемонії нагородження премії MTV Video Music Awards 2015. 15 лютого 2016 року Бібер, Skrillex та Diplo виконали «рок-орієнтовану» версію пісні на 58-й премії «Греммі». Після акустичного виконання «Love Yourself», Бібер вийшов на головну сцену, де Skrillex «палко грав на гітарі, Diplo грав на клавішах і барабанах великої групи, а позаду них на сцені наживо грав барабанщик та оркестр». Окрім того, «Where Are Ü Now» також було включено до концертної програми світового концертного туру Бібера Purpose World Tour. Під час виступу, «танцювальна команда Бібера виходила на сцену у всьому білому убранні, жінки, зоависнувши в повітрі на страховці, робили акробатичні трюки на фоні хромового, промислового відео».

## Римейки
Крейг Девід використав мелодію «Where Are Ü Now» у своєму синглі «16».

## Трек-лист
| Цифрове завантаження – Міні-альбом | Цифрове завантаження – Міні-альбом     | Цифрове завантаження – Міні-альбом |
| #                                  | Назва                                  | Тривалість                         |
| ---------------------------------- | -------------------------------------- | ---------------------------------- |
| 1.                                 | «Where Are Ü Now» (Ремікс Kaskade)     | 5:07                               |
| 2.                                 | «Where Are Ü Now» (Ремікс Rustie)      | 3:59                               |
| 3.                                 | «Where Are Ü Now» (Ремікс Marshmello)  | 3:26                               |
| 4.                                 | «Where Are Ü Now» (Кавер Ember Island) | 2:32                               |

| Бонусний трек Drip.com | Бонусний трек Drip.com                   | Бонусний трек Drip.com |
| #                      | Назва                                    | Тривалість             |
| ---------------------- | ---------------------------------------- | ---------------------- |
| 5.                     | «Where Are Ü Now» (Радіо версія Kaskade) | 3:56                   |

## Чарти
| Чарт (2015-16)                               | Найвища позиція |
| -------------------------------------------- | --------------- |
| Австралія (ARIA)                             | 3               |
| Австралія Dance (ARIA)                       | 2               |
| Австрія (Ö3 Austria Top 40)                  | 29              |
| Бельгія (Ultratop 50 Flanders)               | 15              |
| Бельгія (Ultratop 50 Wallonia)               | 11              |
| Канада (Canadian Hot 100)                    | 5               |
| Чехія (IFPI)                                 | 68              |
| Чехія (Singles Digitál Top 100)              | 7               |
| Данія (Tracklisten)                          | 8               |
| Фінляндія (Suomen virallinen lista)          | 7               |
| Франція (SNEP)                               | 24              |
| Німеччина (Official German Charts)           | 33              |
| Угорщина (Single Top 40)                     | 28              |
| Ірландія (IRMA)                              | 9               |
| Італія (FIMI)                                | 27              |
| Японія (Japan Hot 100)                       | 63              |
| Нідерланди (Dutch Top 40)                    | 11              |
| Нідерланди (Single Top 100)                  | 9               |
| Нова Зеландія (Recorded Music NZ)            | 3               |
| Норвегія (VG-lista)                          | 12              |
| Шотландія (Official Charts Company)          | 9               |
| Словаччина (IFPI)                            | 72              |
| Словаччина (Singles Digitál Top 100)         | 16              |
| Іспанія (PROMUSICAE)                         | 38              |
| Швеція (Sverigetopplistan)                   | 6               |
| Швейцарія (Media Control AG)                 | 28              |
| Велика Британія (Official Charts Company)    | 3               |
| Велика Британія (UK Dance Chart)             | 1               |
| США (Billboard Hot 100)                      | 8               |
| США (Hot Dance/Electronic Songs) (Billboard) | 1               |
| США (Hot Dance Club Songs) (Billboard)       | 32              |
| США (Mainstream Top 40) (Billboard)          | 6               |
| США (Rhythmic) (Billboard)                   | 8               |

| Чарт (2015)                           | Позиція |
| ------------------------------------- | ------- |
| Австралія (ARIA)                      | 17      |
| Канада (Canadian Hot 100)             | 15      |
| Німеччина (Official German Charts)    | 74      |
| Італія (FIMI)                         | 42      |
| Нідерланди (Dutch Top 40)             | 25      |
| Нова Зеландія (Recorded Music NZ)     | 9       |
| США Singles (Official Charts Company) | 15      |
| США Billboard Hot 100                 | 19      |
| Чарт (2016)                           | Позиція |
| Канада (Canadian Hot 100)             | 92      |

## Сертифікації
| Регіон | Сертифікація  | Продажі   |
| --- | ------------- | --------- |
| Австралія (ARIA) | 4× Платиновий | 280 000   |
| Бельгія (BEA) | Платиновий    | 30,000    |
| Канада (Music Canada) | 2× Платиновий | 160 000*  |
| Данія (IFPI Denmark) | 3× Платиновий | 270,000^  |
| Франція (SNEP) | Платиновий    | 150,000   |
| Німеччина (BVMI) | Золотий       | 200,000   |
| Італія (FIMI) | 3× Платиновий | 150 000   |
| Мексика (AMPROFON) | Золотий       | 30 000*   |
| Нова Зеландія (RIANZ) | 3× Платиновий | 45,000*   |
| Іспанія (PROMUSICAE) | 2× Платиновий | 80,000    |
| Швеція (IFPI Sweden) | Платиновий    | 40,000    |
| Швейцарія (IFPI Switzerland) | Золотий       | 15 000    |
| Велика Британія (BPI) | 2× Платиновий | 1 200 000 |
| США (RIAA) | 4× Платиновий | 4 000 000 |
| *продажі, що базуються лише на сертифікаціях · ^відвантаження, що базуються лише на сертифікаціях · продажі+прослуховування, що базуються лише на сертифікаціях |               |           |

## Історія випуску
| Країна          | Дата           | Формат                                        | Лейбл                     | Прим.                   |
| --------------- | -------------- | --------------------------------------------- | ------------------------- | ----------------------- |
| Німеччина       | 27 лютого 2015 | Цифрове завантаження                          | Atlantic Mad Decent OWSLA | [ 122 ]                 |
| Італія          | 27 лютого 2015 | Цифрове завантаження                          | Atlantic Mad Decent OWSLA | [ 123 ]                 |
| Іспанія         | 27 лютого 2015 | Цифрове завантаження                          | Atlantic Mad Decent OWSLA | [ 124 ]                 |
| Велика Британія | 27 лютого 2015 | Цифрове завантаження                          | Atlantic Mad Decent OWSLA | [ 125 ]                 |
| США             | 27 лютого 2015 | Цифрове завантаження                          | Atlantic Mad Decent OWSLA | [ 4 ]                   |
| США             | 21 квітня 2015 | Mainstream radio                              | Atlantic Mad Decent OWSLA | [ 126 ]                 |
| Італія          | 1 травня 2015  | Радіоротація                                  | Atlantic Mad Decent OWSLA | [ 127 ]                 |
| Світ            | 16 червня 2015 | Цифрове завантаження (Реміксомий міні-альбом) | Atlantic Mad Decent OWSLA | [ 128 ] [ 129 ] [ 130 ] |